# Evakuacija prebivalcev Doneške in Luganske ljudske republike (2022)
Evakuacija Doneške in Luganske ljudske republike leta 2022 se nanaša na množično evakuacijo prebivalcev samooklicane Ljudske republike Doneck (DNR) in Ljudske republike Lugansk (LNR) v Rusko federacijo, ki se je začela februarja 2022. Do 22. marca iz DNR, LNR in Ukrajine v Rusijo prispelo skoraj 347.000 ljudi.

## Evakuacija
18. februarja 2022 je vodja DNR Denis Pušilin sporočil, da se morajo prebivalci DNR zaradi grožnje napada iz Ukrajine evakuirati v Rusijo. Kasneje je enako storil Leonid Pašečnik, vodja LNR, ki je napovedal, da naj bi civilno prebivalstvo LNR evakuirali v Rusijo. Ukrajina je zanikala obtožbe o začetku ofenzive na obe republiki. Prvi vlak za evakuacijo je v Rusijo odpeljal 19. februarja. Po podatkih ruskega ministrstva za izredne razmere je v prvih dveh dneh od razglasitve evakuacije v Rusijo iz Donbasa prispelo 50.000 evakuiranih.
Ukrajinske oblasti so poročale, da večina ljudi v Donecku in Lugansku ni zapustila svojih domov. Nekateri ljudje so odšli zaradi strahu in ne zaradi obtožb o ukrajinski ofenzivi. Dmitrij Peskov, tiskovni sekretar ruskega predsednika Vladimirja Putina, je dejal, da o dogajanju v DNR nima informacij.